# NGC 2103
NGC 2103 je emisijska maglica u zviježđu Stolu. 

## Vanjske poveznice
- SEDS: NGC 2103